# Wien Matzleinsdorfer Platz
Wien Matzleinsdorfer Platz – przystanek kolejowy w Wiedniu, w Austrii. Przystanek posiada 1 peron.